# San Salvador
San Salvador je hlavní město Salvadoru. Nachází se v centrální části státu, ve stejnojmenném departementu San Salvador. V roce 2007 žilo ve městě 316 090 obyvatel. San Salvador je centrem metropolitní oblasti, do které spadá dalších 13 obcí (např. Soyapango, Mejicanos, Apopa) a ve které žije 1 566 629 obyvatel.
Bylo založeno 1. dubna 1525.

## Fotogalerie

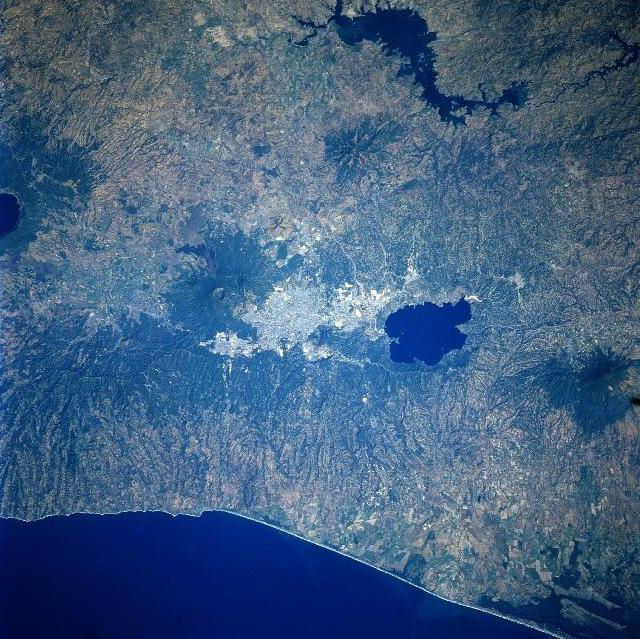
satelitní snímek metropolitní oblasti
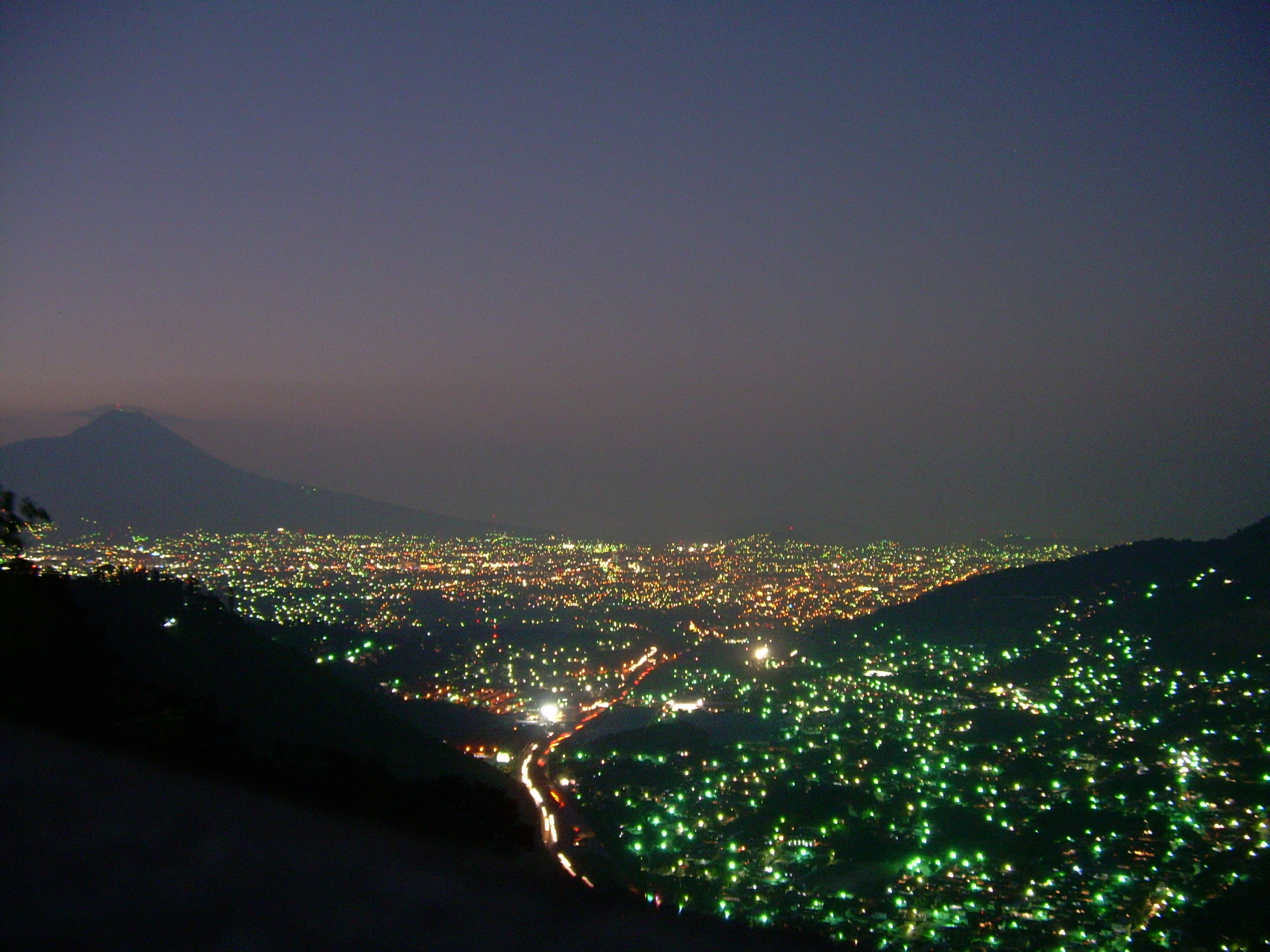
San Salvador v noci
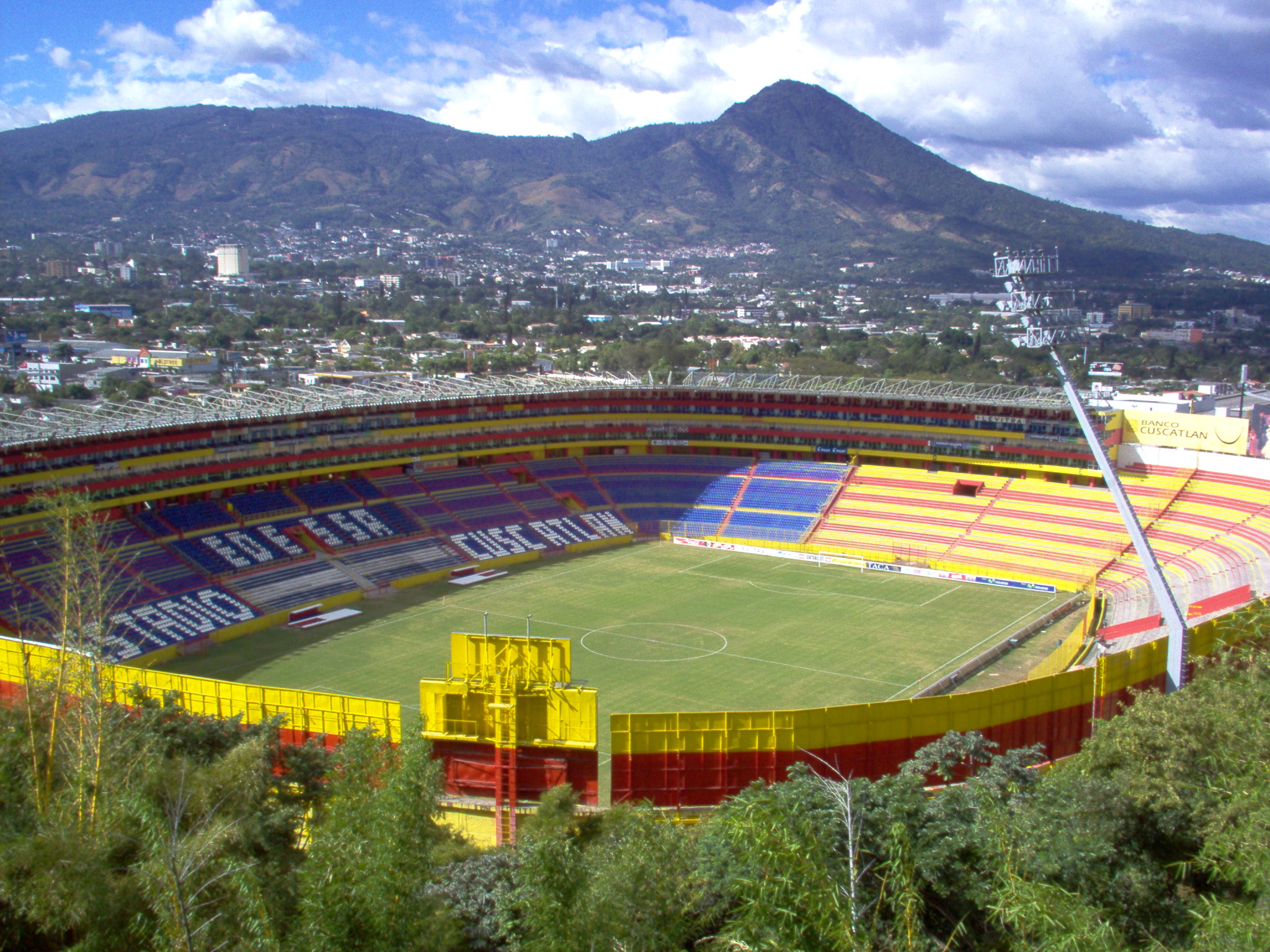
stadion Cuscatlan
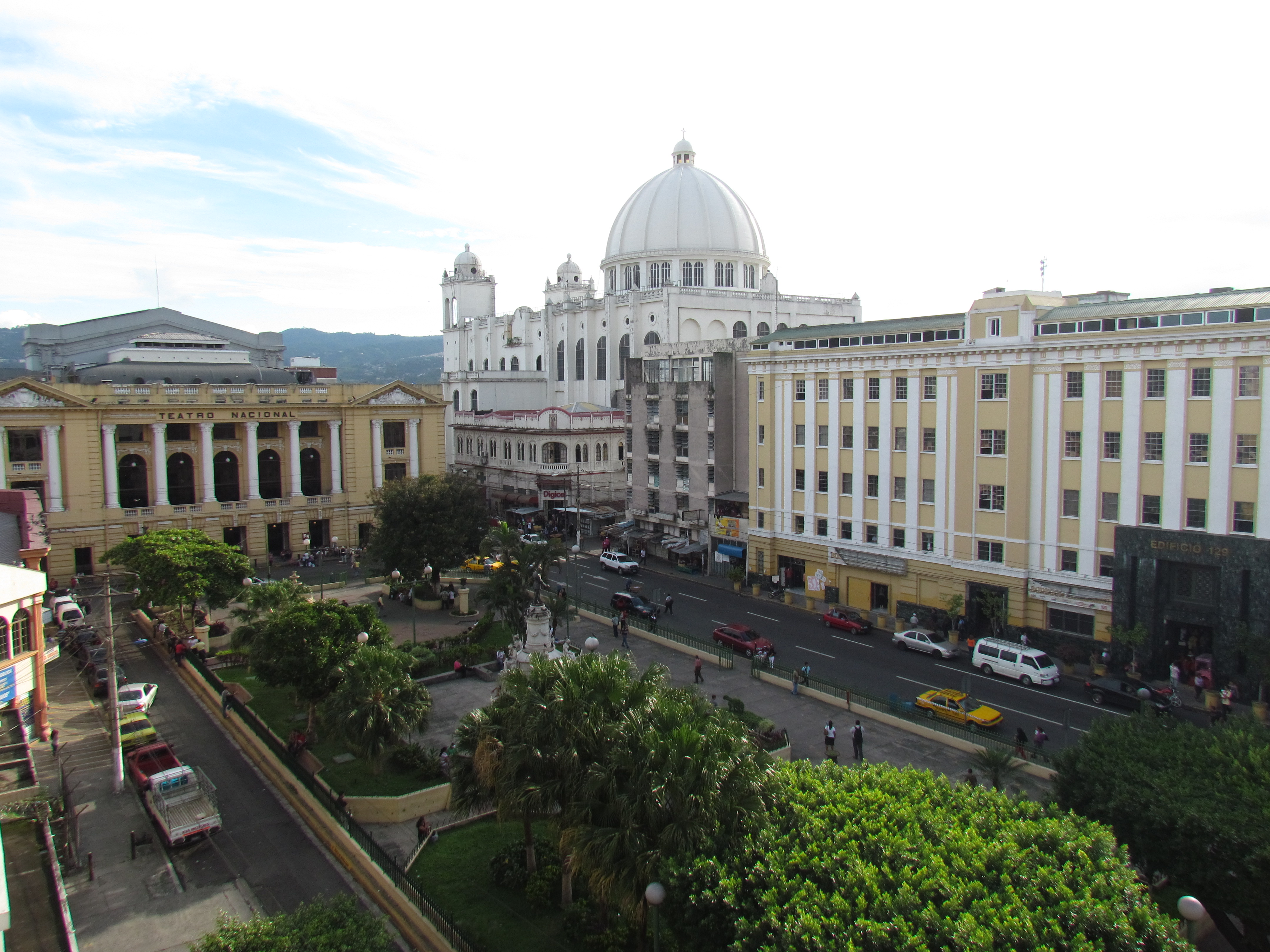
historické centrum

## Partnerská města
Mezi partnerská města San Salvadoru patří:
- Guadalajara, Mexiko
- Tlaxcala, Mexiko
- Monterrey, Mexiko
- Ciudad de México, Mexiko
- Ciudad de Guatemala, Guatemala
- Granada, Nikaragua
- Tegucigalpa, Honduras
- San José, Kostarika
- Havana, Kuba
- Santiago de los Caballeros, Dominikánská republika
- Los Angeles, Kalifornie, USA
- Miami, Florida, USA
- Caracas, Venezuela
- Montevideo, Uruguay
- Asunción, Paraguay
- Lima, Peru
- Quito, Ekvádor
- Belo Horizonte, Brazílie
- Montréal, Kanada
- Laval, Kanada